# TMEM244
TMEM244 (англ. Transmembrane protein 244) – білок, який кодується однойменним геном, розташованим у людей на 6-й хромосомі. Довжина поліпептидного ланцюга білка становить 128 амінокислот, а молекулярна маса — 14 657.
| 10         |  | 20         |  | 30         |  | 40         |  | 50         |
| ---------- |  | ---------- |  | ---------- |  | ---------- |  | ---------- |
| MALQVRVAPS |  | KVVLQKFLLC |  | VILFYTVYYV |  | SLSMGCVMFE |  | VHELNVLAPF |
| DFKTNPSWLN |  | INYKVLLVST |  | EVTYFVCGLF |  | FVPVVEEWVW |  | DYAISVTILH |
| VAITSTVMLE |  | FPLTSHWWAA |  | LGISKLLV   |  |            |  |            |

A: Аланін

C: Цистеїн

D: Аспарагінова кислота

E: Глутамінова кислота

F: Фенілаланін

G: Гліцин

H: Гістидин

I: Ізолейцин

K: Лізин

L: Лейцин

M: Метіонін

N: Аспарагін

P: Пролін

Q: Глутамін

R: Аргінін

S: Серин

T: Треонін

V: Валін

W: Триптофан

Локалізований у мембрані.